# Victor Frankenstein
Victor Frankenstein je književni lik znanstvenika u romanu Frankenstein ili moderni Prometej (Frankenstein, or The Modern Prometeus), 1818., engleske književnice Mary Shelley. S vremenom se i za čudovište, koje je stvorio znanstvenik iz naslova, počelo koristiti ime Frankenstein.